# Sint-Gereonskerk (Keulen-Merheim)
De Sint-Gereonskerk (Duits: Kirche St. Gereon) in het Keulse stadsdeel Merheim is een rooms-katholieke kerk in het aartsbisdom Keulen. Het aan de heilige Gereon van Keulen gewijde kerkgebouw werd in 1820 na afbraak van de oude romaanse kerk gebouwd.

## Geschiedenis
Vondsten van Frankische grafstenen wijzen op het bestaan van een Godshuis in Merheim sinds de 8e eeuw. Tot het parochiegebied behoorden nog veel omliggende buurtschappen. Tot in de 19e eeuw bezochten de bewoners uit deze buurtschappen de kerk van Merheim. Meerdere wegen rond Merheim met de naam Kirchweg danken daar nog altijd hun naam aan.
Na de afbraak van de oude kerk in 1817 werd rond 1820 begonnen met de bouw van de huidige kerk. De kerk werd aanvankelijk als zaalkerk gebouwd zonder de zuilen, die vanaf 1907 toegevoegd werden en de kerk in een hoofdschip en twee zijschepen verdelen.
De toren werd in 1822 aan de huidige parochiekerk gebouwd, in 1849 volgde een achthoekige torenspits. Deze hoge torenspits werd aan het begin van de Tweede Wereldoorlog wegens de nabijheid van een luchtmachtbasis vervangen door het tegenwoordig lagere piramidedak. De spits van de toren draagt een groen kruis met een weerhaan van Walter Prinz ter hoogte van 4,6 meter.

## Interieur

#### Hoogaltaar en celebratie-altaar
Het hoogaltaar in de apsis van de kerk stamt uit de barokke periode (1600-1730). In de loop der tijd werd het hoogaltaar veelvuldig veranderd en beelden (-groepen) werden toegevoegd of verwijderd. Bij de laatste restauratie in 1959 werd geprobeerd de oorspronkelijke kleurstelling zoveel mogelijk in oorspronkelijke staat te herstellen. Het celebratie-altaar werd door Herbert Kreutzer vormgegeven, van zandsteen uit de Main gemaakt en na de liturgische hervormingen als gevolg van het Tweede Vaticaans Concilie opgesteld.

#### Beelden
Tot de belangrijkste kunstwerken van de kerk behoort de Silezische Madonna. Het betreft een levensgrote voorstelling van de Moeder Gods uit Silezië uit circa 1500. Ze staat in het rechter zijschip van de kerk en werd door particulieren langdurig in bruikleen gegeven. Het houten Mariabeeld van de kerk stamt uit de oude kerk en dateert uit de 18e eeuw of eerder. De in het blauw gehulde Maria is gekroond en draagt een scepter met rijksappel.
Aan de zuilen van het middenschip bevinden zich de beelden van de apostelen. Ze zijn van hout gemaakt in de periode 1846-1849. In totaal betreffen het veertien beelden: de twaalf apostelen, de ter vervanging van Judas later toegetreden apostel Mattias en de aartsengel Michaël. De apostelen zijn voorzien van hun symbolen, zoals de apostel Petrus bijvoorbeeld de klassieke twee sleutels draagt.

#### Diversen
De kerkschat bevat talrijke andere kunstwerken, waaronder een waardevolle gouden monstrans in gotische stijl. Het moderne standbeeld "Der Hörende" van de beeldhouwer Toni Zenz vult de ambo aan. Het toont een man met zijn handen achter oren die luistert naar de Blijde Boodschap.